# Zubiena
Zubiena – miejscowość i gmina we Włoszech, w regionie Piemont, w prowincji Biella.
Według danych na styczeń 2009 gminę zamieszkiwało 1268 osób przy gęstości zaludnienia 100,6 os./1 km².